# Suzuki Carry
Suzuki Carry — кей-вантажівка, що  виробляється японською автокомпанією Suzuki з 1961 року. В Японії Carry пропонується у вигляді кей-автомобіля, але пропонуються більші версії під назвою Suzuki Every Landy, з невеликим капотом, для можливості розміщення більшого 1,3-літрового чотирициліндрового двигуна потужністю 82 к.с. (61 кВт). Автомобіль пропонується з заднім або повним проводом. В різних країнах Carry продавалися під безліччю різних брендів, в тому числі зі значком Chevrolet, та Ford.

Версія мікровен до 1982 року називалася Carry van, після чого була перейменована в Suzuki Every. Мікровен випускався також Daewoo Damas, Chevrolet Damas, Mitsubishi Minicab та під іншими брендами.

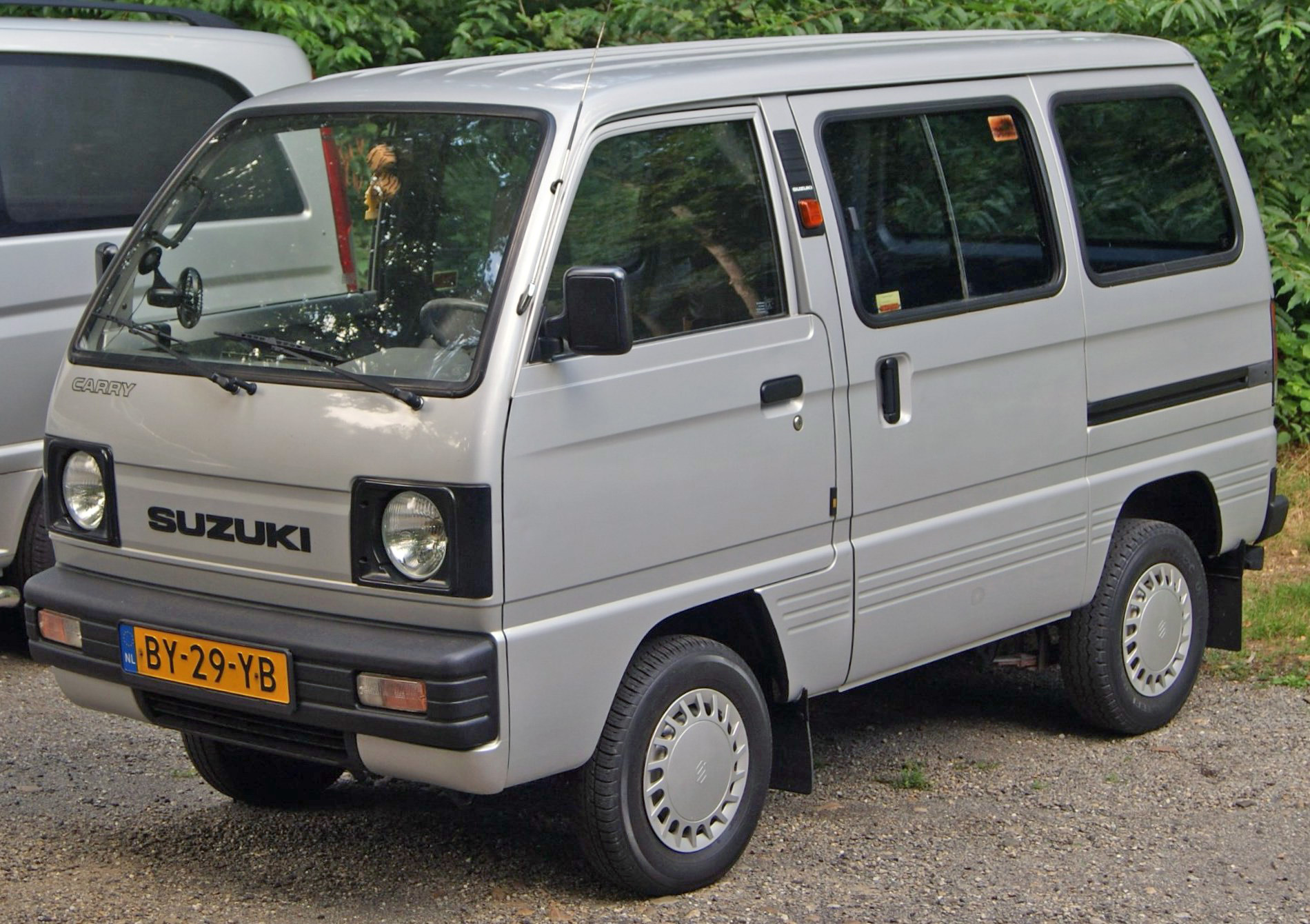
Suzuki Carry van
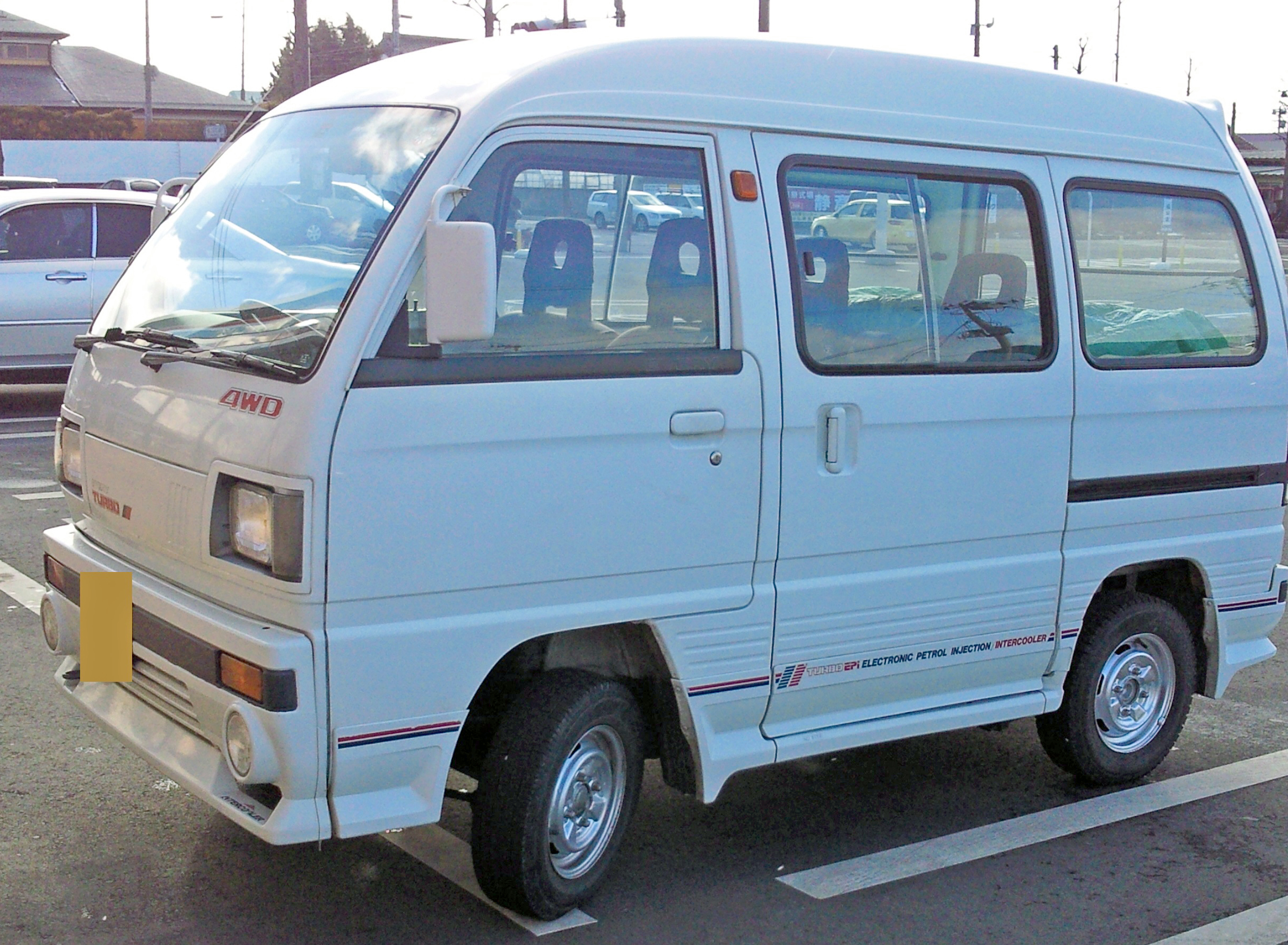
Suzuki Every
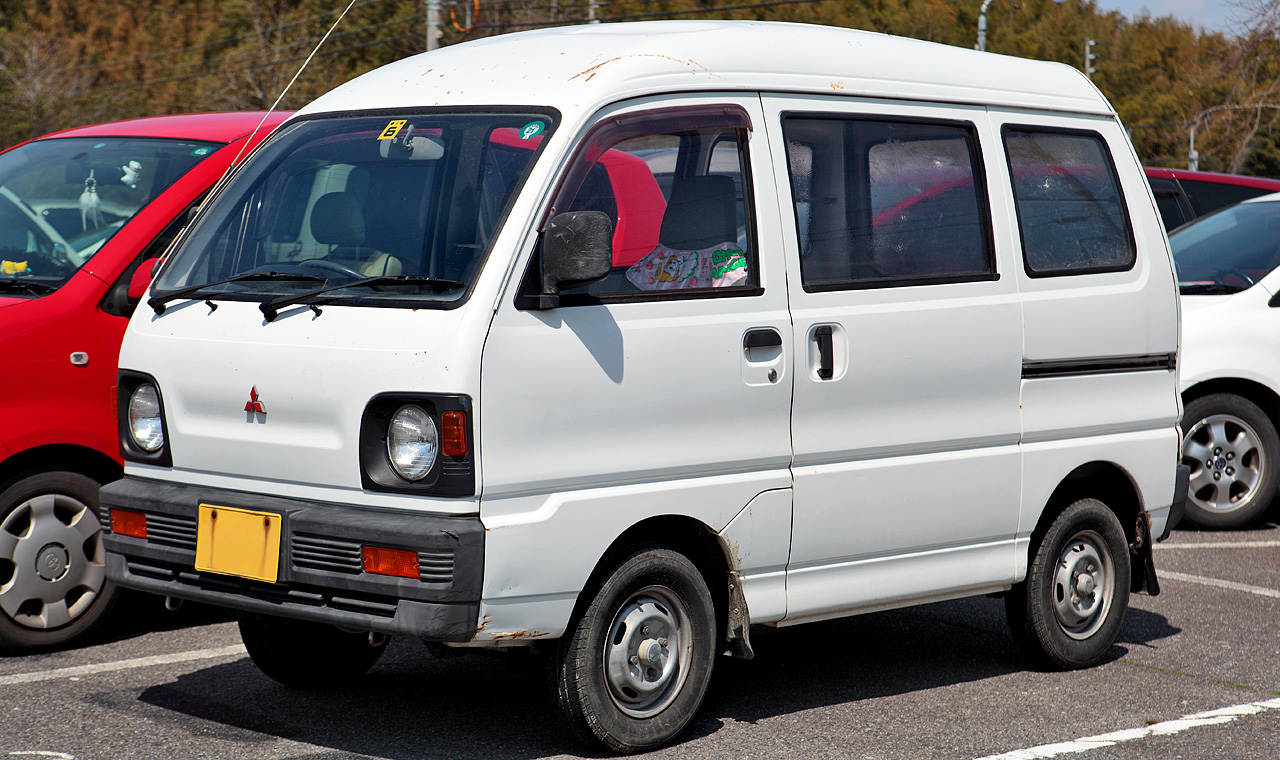
Mitsubishi Minicab
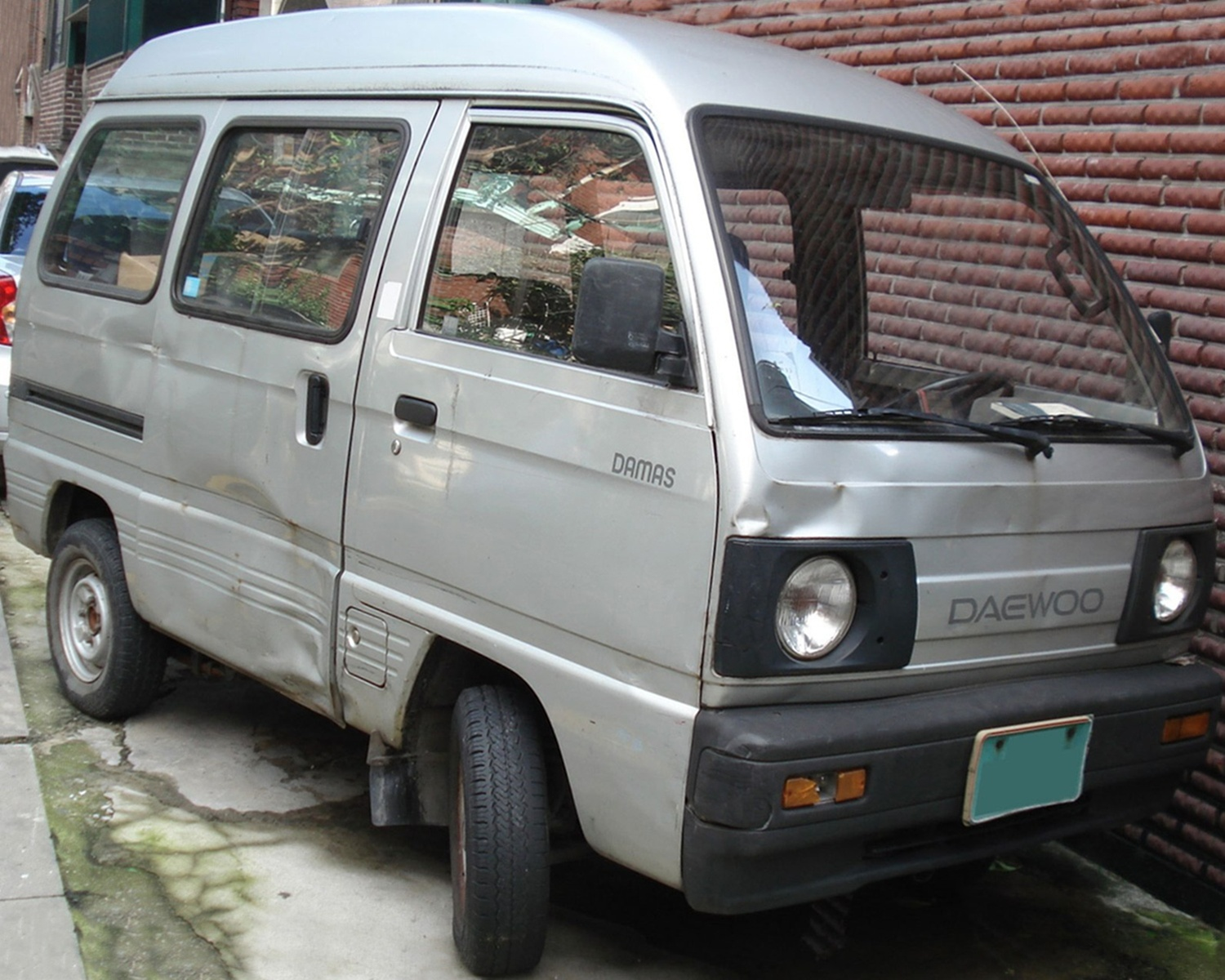
Daewoo Damas
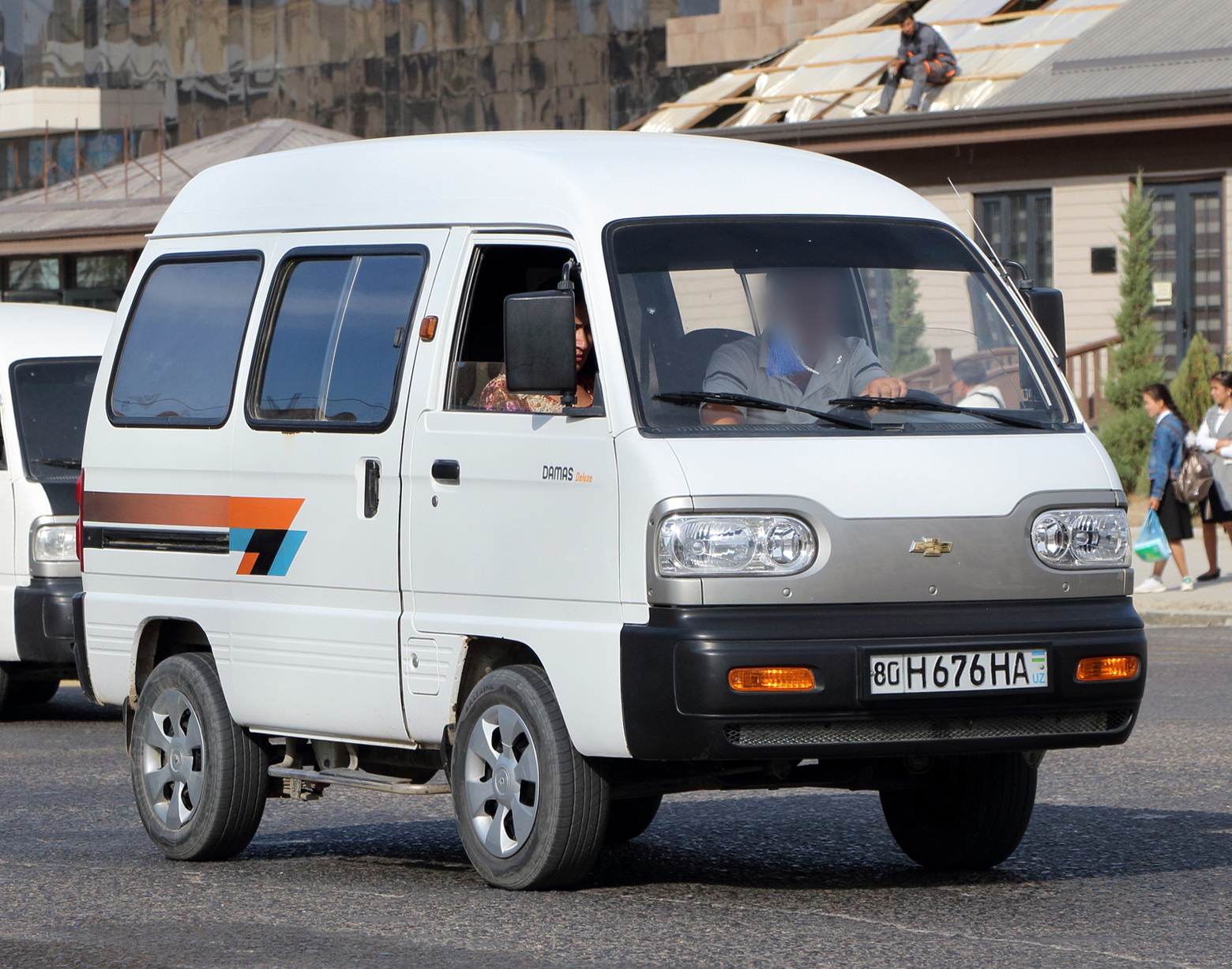
Chevrolet Damas Deluxe